# Fasty

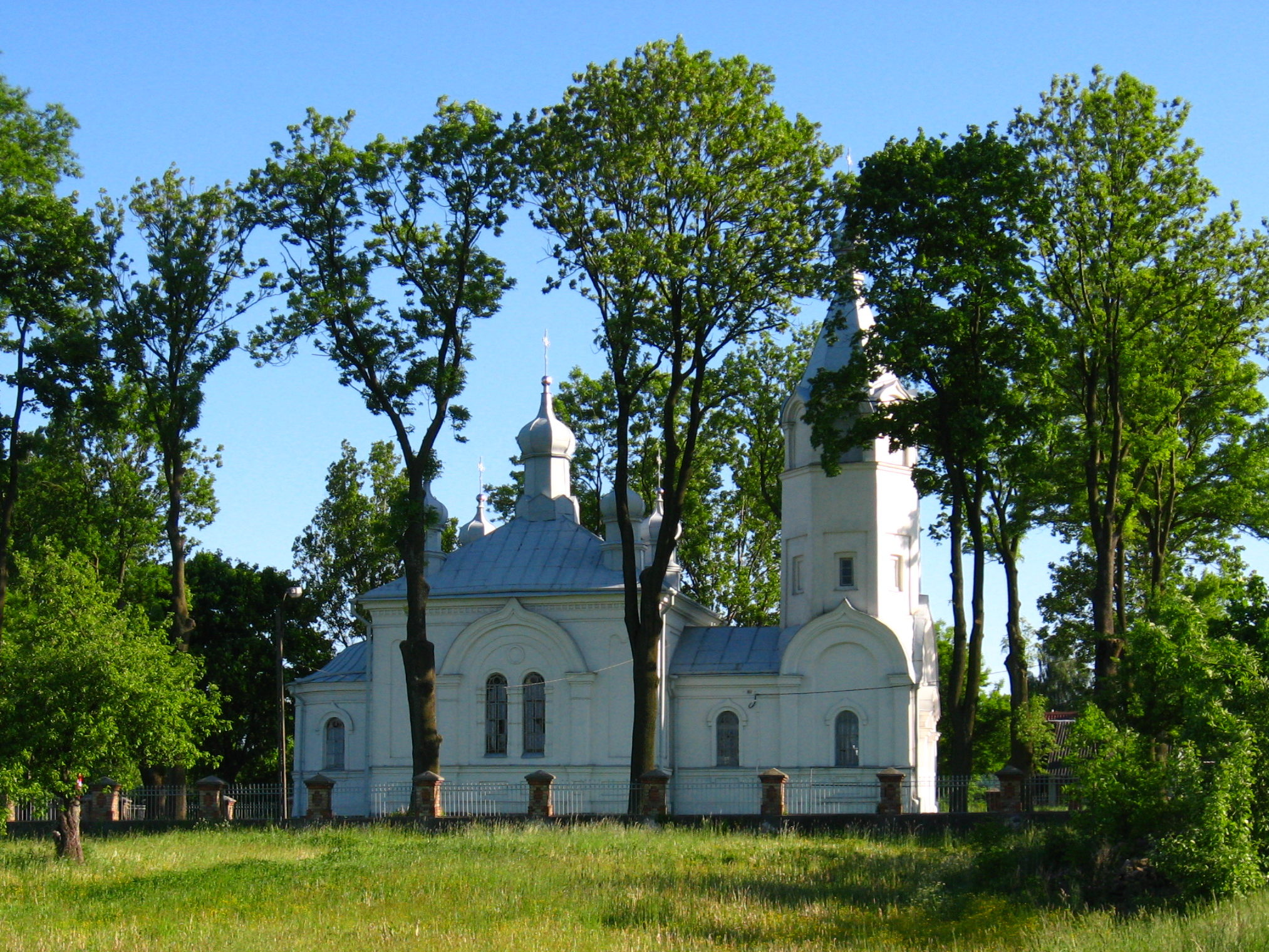
Cerkiew Podwyższenia Krzyża Świętego

Fasty – wieś w Polsce położona w województwie podlaskim, w powiecie białostockim, w gminie Dobrzyniewo Duże. Leży na północny zachód od Białegostoku, nad rzeką Białą i Supraślą.
W latach 1954–1968 wieś należała i była siedzibą władz gromady Fasty, po jej zniesieniu w gromadzie Dobrzyniewo Kościelne. W latach 1975–1998 miejscowość należała administracyjnie do województwa białostockiego.

## Historia
Pierwsza wzmianka o grodzie Chwosty (założonym przez rodzinę Chwastów) pojawiła się w XVI wieku.
5 października 1827 miał miejsce deszcz meteorytów. Meteoryt nazwano Białystok. Z tego wydarzenia zachowało się zaledwie kilka okruchów o łącznej masie około 4 g znajdujących się obecnie w Muzeum Ziemi w Warszawie. Białystok jest meteorytem kamiennym należącym do typu achondrytów howardytów.
Według Pierwszego Powszechnego Spisu Ludności z 1921 roku, wieś Fasty liczyła 61 domostw i 327 mieszkańców. Większość mieszkańców w liczbie 211 zadeklarowało wyznanie prawosławne, zaś pozostałe 116 zgłosiło wyznanie rzymskokatolickie. Ponadto większość mieszkańców w liczbie 279 podało polską przynależność narodową, natomiast pozostałych 48 zadeklarowało białoruską przynależność narodową. W owym czasie miejscowość znajdowała się w gminie Białostoczek w powiecie białostockim.
W latach 50. XX w. w Fastach powstały Białostockie Zakłady Przemysłu Bawełnianego Fasty, które w szczytowym okresie swego rozwoju zatrudniały do 7 tysięcy pracowników. Był to największy zakład pracy w regionie.

## Komunikacja
W miejscowości znajduje się przystanek kolejowy na linii nr 38 (Białystok – Bartoszyce). Wieś jest też obsługiwana przez komunikację autobusową - linie 400 i 406, których organizatorem jest Urząd Gminy Dobrzyniewo Duże, a także 7 należącą do sieci Białostockiej Komunikacji Miejskiej.

## Sport
W Fastach znajdują się dwie drużyny piłkarskie, obecnie grające w lidze gminnej Dobrzyniewo Duże: „Fasty I” oraz „Fasty II”. Obie ekipy mecze swoje rozgrywają na boisku (przy Szkole Podstawowej) w Fastach.

## Religia
Na terenie Fast działalność duszpasterską prowadzą:
- parafia rzymskokatolicka pw. św. Franciszka z Asyżu, należąca do metropolii białostockiej, archidiecezji białostockiej, dekanatu Białystok-Bacieczki oraz
- parafia prawosławna pw. Podwyższenia Krzyża Świętego, należąca do diecezji białostocko-gdańskiej, dekanatu Białystok.

## Obiektyzabytkowe
Wykaz zabytków nieruchomych wpisanych do rejestru zabytków Narodowego Instytutu Dziedzictwa:
- prawosławna cerkiew cmentarna pod wezwaniem św. Michała Archanioła, drewniana, 1893–1895, nr rej.: A-70 z 18.12.2003
- cmentarz prawosławny, poł. XIX, nr rej. jw.
- prawosławna cerkiew parafialna pw. Podwyższenia Krzyża, 1875, nr rej.: 462 z 20.08.1979, 538 (537) z 14.09.1983
- cmentarz cerkiewny, nr rej.: jw.
- ogrodzenie mur./met., nr rej.: jw.

## Inne obiekty

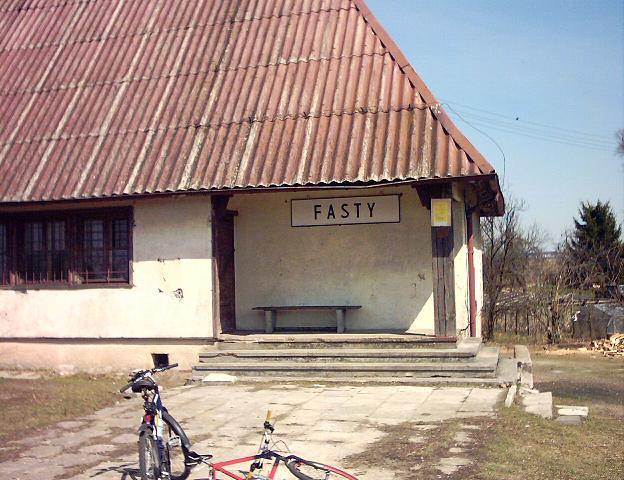
Fasty (przystanek kolejowy)

- rzymskokatolicki kościół parafialny pw. św. Franciszka z Asyżu
- Giełda Rolno-Spożywcza "Fasty" sp. z o.o.
- przystanek kolejowy Fasty